# Enkhuizen
Enkhuizen és un municipi de la província d'Holanda del Nord, al centre-oest dels Països Baixos. L'1 de gener de 2009 tenia 18.196 habitants repartits per una superfície de 116,04 km² (dels quals 103,64 km² corresponen a aigua). Limita al nord amb Andijk i al sud amb Stede Broec i Lelystad.

## Centres de població
Enkhuizen, Oosterdijk, Westeinde.

## Ajuntament
El consistori està format per 17 regidors:
- Nieuw Enkhuizen - 4 regidors
- PvdA - 4 regidors
- VVD/D66 - 2 regidors
- CDA - 2 regidors
- ChristenUnie – 2 regidors
- SP - 1 regidor
- GroenLinks - 1 regidor